# Operation Korn
Die Operation Korn war im Mai 1983 ein koordinierter Polizeieinsatz von drei Ländern, um einen Drogentransport von Heroin aus der Türkei nach Italien zu überwachen und die Drogen am Anlieferungsort sicherzustellen. Da der Transport durch Schmuggler und ihre Hintermänner in der Schweiz organisiert wurde, hatte auch bei der Leitung der Operation das Drogendezernat der Stadt Basel die Führung übernommen.

## Organisation der Operation
Die Operation wurde am 19. Mai 1983 von Basel aus ausgelöst. Bei der Operation war die Schweizer Polizei aus fünf Kantonen, die italienische Polizei in Mailand und das Bundeskriminalamt (BKA) in Wiesbaden beteiligt. Der Transport sollte nach Informationen der Fahnder einen Umfang von 210 Kilogramm Heroin umfassen und von Istanbul nach Mailand in mehreren Fahrten mit einem Lastkraftwagen gefahren werden. Die Lieferung erfolgte von einer Untergrundorganisation in der Türkei und war für die italienische Mafia bestimmt. Die finanzielle Abwicklung sollte über eine Bank im Kanton Tessin und Uhrenfirmen in Biel erfolgen. 

## Transport und die Festnahmen
Der Lastwagen wurde von einem türkischen Staatsangehörigen gefahren, ein Personenkraftwagen der Marke Mercedes begleitete den Transport. Am 19. Mai 1983 verhaftete die Schweizer Polizei insgesamt zwölf Türken, darunter auch den Fahrer des Transports. Am 6. Juni 1983 konnte die Polizei in Mailand einen Teil der Transportmenge von 35 Kilogramm Heroin beschlagnahmen. Nach der Festnahme des Fahrers schilderte dieser alle Einzelheiten des Transports. In dreizehn Fahrten hatte er 90 Kilogramm nach Mailand transportiert, wobei er für 30 Kilogramm jeweils 4000 Franken als Belohnung erhielt. Der Schweizer Staatsanwalt forderte später in dem Prozess gegen ihn zwanzig Jahre Zuchthaus. In diesem Verfahren gestand er, dass eine Menge von 210 Kilogramm Heroin nach Mailand transportiert wurde.

## Die Geldwäsche
Im Zuge der Ermittlungen konnte die türkische Polizei den Chef der Bande und elf seiner Unterführer festnehmen. Dieser besaß in der Türkei eine Kette von Restaurants und beherrschte dort einen Teil des illegalen Geldspiels. Bezahlt wurde das Heroin von Angehörigen der italienischen Mafia an den Besitzer einer Finanzgesellschaft im Tessin, der das Geld an eine Filiale einer Zürcher Bank in Chiasso weiterleitete. Über mehrere Stationen wurde dann das Geld nach Biel transferiert, wo es ein aus dem Libanon stammender Uhrenhändler in Biel entgegennahm, der dort die Firma Abiana führte.

## Dokumentarfilm und Behinderung der Schweizer Polizei
Nach der Verhaftung eines maßgeblichen Mitglieds übernahm die Bieler Justiz und nicht die Justiz in Basel seine Strafverfolgung. Innerhalb eines Monats darauf konnte er sich schon wieder frei bewegen und am 20. November 1988 stellte die Untersuchungsrichterin das Verfahren gegen ihn ein. Der Schweizer Dokumentarfilmer Otto C. Honegger stellte einen Film mit dem Titel Operation K – 210 Kilogramm Heroin und die Folgen über diese Operation her, der erstmals am 13. Dezember 1984 aufgeführt wurde. Einige Teile des Films, der Szenen der Bank betraf, musste er herausschneiden.
Als die Schweizer Polizei Fahndungsergebnisse an die italienische Polizei weiterleiten wollte, wurde ihnen das zuerst von der Schweizer Bundesanwaltschaft verboten. Die Begründung lautete, dass die Informationen sich auf Fiskaldelikte beziehen würden, die in der Schweiz nicht strafbar seien. Gegen keine Finanzeinrichtung in der Schweiz, über die die Geldwäsche des Heroins gelaufen war, wurden Strafmaßnahmen eingeleitet, da solches Verhalten erst ab 1990 strafbar ist.